# Nekrolog 1809
Nekrolog
◄◄
| ◄
| 1805
| 1806
| 1807
| 1808
| 1809 | 1810 | 1811 | 1812 | 1813 | ► | ►►
Weitere Ereignisse | Allgemeiner Nekrolog 1809
Die Beschreibung der verstorbenen Person sollte so kurz wie möglich gehalten sein und nur deren signifikante Tätigkeit(en) enthalten.
Neue Namen ggf. auch unter dem Geburts- und Sterbedatum, also etwa unter 1. Januar und im Geburts- und Sterbejahr (2024) eintragen (nur bei entsprechender großer Wichtigkeit). Für Beispiele siehe die schon vorhandenen Artikel.
Außerdem über die fünf zuletzt Verstorbenen, zu denen es einen ausreichend guten Artikel für eine Präsentation auf der Hauptseite gibt, nach der todesbedingten Überarbeitung der Artikel ggf. auch unter Wikipedia Diskussion:Hauptseite informieren und sie am besten auch in den anderen Wikipedia-Sprachversionen eintragen. Tipp: Regelmäßig bei news.google.de nach „ist tot“, „gestorben“ oder „verstorben“ suchen.
Wenn eine Person gestorben ist, gibt es viele Seiten zu dieser Person in der Wikipedia, die davon auch betroffen sind und entsprechend aktualisiert werden müssen. Beispiele: Namenübersichtsseite, Geburtsjahr, Geburtsort-Seiten und viele mehr.
Wie finde ich die betroffenen Seiten?
Im Suchfeld auf der linken Seite gibt man den Suchbegriff so ein: „Vorname Nachname“. Dann klickt man auf Volltext und alle Seiten mit entsprechendem Suchtext werden aufgerufen. Hier sieht man dann schnell, wo auch das Todesjahr Sinn macht oder sogar ein Teil des Artikels angepasst werden muss. Auch hilft das „Werkzeug“ auf der linken Seite sehr gut, um solche Seiten aufzufinden: „Links auf diese Seite“. Somit ist die Wikipedia wieder aktuell in allen Bereichen! Hinweis: bei Eintragung der Kategorie „Gestorben JAHR“ wird der Missbrauchsfilter 49 ausgelöst, was jedoch nicht schlimm ist. Siehe: Spezial:Missbrauchsfilter/49
Dies ist eine Liste von im Jahr 1809 verstorbenen bekannten Persönlichkeiten. Die Einträge erfolgen innerhalb der einzelnen Daten alphabetisch sortiert. Tiere sind im Nekrolog für Tiere zu finden.

## Januar
| Tag        | Name                                        | Beruf, bekannt als                                                                      | Alter | Beleg |
| ---------- | ------------------------------------------- | --------------------------------------------------------------------------------------- | ----- | ----- |
| 3. Januar  | Auguste François-Marie de Colbert-Chabanais | französischer Brigadegeneral der Kavallerie                                             | 31    |       |
| 5. Januar  | Friedrich Reinhold von Berg                 | livländischer Baron                                                                     | 72    |       |
| 6. Januar  | Johann August Eberhard                      | deutscher Philosoph                                                                     | 69    |       |
| 6. Januar  | Jaroslaus Schaller                          | böhmischer Piarist, Historiker und Topograph                                            | 70    |       |
| 7. Januar  | Johann Peter Wagner                         | deutscher Bildhauer des Rokoko und der Frühklassik                                      | 78    |       |
| 12. Januar | Karl Ludwig Ferdinand von Klüchtzner        | preußischer Generalmajor                                                                | 72    |       |
| 12. Januar | Johann Philipp Benjamin von Weger           | königlich preußischer Generalmajor und zuletzt Kommandant in das Fort Preußen bei Neiße | 72    |       |
| 13. Januar | Johann Georg Däringer                       | österreichischer Historienmaler                                                         | 49    |       |
| 13. Januar | Johanna Sebus                               | deutsche Lebensretterin                                                                 | 17    |       |
| 16. Januar | Christian Gotthelf Fix                      | sächsischer Theologe, Historiker, Schriftsteller, Gelehrter und Aufklärer               | 47    |       |
| 16. Januar | Karl Friedrich Kretschmann                  | deutscher Lyriker, Lustspielautor und Erzähler                                          | 70    |       |
| 16. Januar | John Moore                                  | britischer General während der napoleonischen Kriege                                    | 47    |       |
| 19. Januar | Franz Jäger                                 | österreichischer Architekt, bürgerlicher und Hofsteinmetzmeister und Kunstsammler       | 64    |       |
| 20. Januar | Karl Wilhelm von Bünting                    | preußischer Generalmajor                                                                | 70    |       |
| 20. Januar | Thomson J. Skinner                          | US-amerikanischer Politiker                                                             | 56    |       |
| 21. Januar | Josiah Hornblower                           | US-amerikanischer Politiker                                                             | 79    |       |
| 21. Januar | John Francis Moore                          | englischer Bildhauer                                                                    |       |       |
| 23. Januar | Luigi Gazzoli                               | italienischer Kardinal der Römischen Kirche                                             | 73    |       |
| 23. Januar | Johan Gothenius                             | schwedischer Gelehrter und Übersetzer                                                   | 87    |       |
| 26. Januar | Wilhelm Carl zu Leiningen-Guntersblum       | Reichsgraf, badischer Standesherr                                                       | 71    |       |
| 27. Januar | Daniel Adolf Delius                         | deutscher Unternehmer                                                                   | 80    |       |
| 27. Januar | Karl Ernst August von der Groeben           | königlich preußischer Generalmajor                                                      | 58    |       |
| 29. Januar | Luigi Antonio Sabbatini                     | italienischer Komponist und Musiktheoretiker                                            |       |       |
| Januar     | Girolamo Mango                              | italienischer Opernkomponist                                                            | 68    |       |

## Februar
| Tag         | Name                            | Beruf, bekannt als                                                                       | Alter | Beleg |
| ----------- | ------------------------------- | ---------------------------------------------------------------------------------------- | ----- | ----- |
| 3. Februar  | Gotthelf Samuel Steinbart       | deutscher Theologe, Pädagoge und Philosoph                                               | 70    |       |
| 4. Februar  | Philemon Dickinson              | US-amerikanischer Politiker                                                              | 69    |       |
| 6. Februar  | Francesco Azopardi              | maltesischer Komponist und Musiktheoretiker                                              | 60    |       |
| 6. Februar  | Antoine Joseph Santerre         | Politiker während der Französischen Revolution                                           | 56    |       |
| 6. Februar  | Maria van der Sluys             | niederländische Schauspielerin und Tänzerin                                              | 79    |       |
| 8. Februar  | Anton Oehmbs                    | deutscher katholischer Theologe und Hochschullehrer                                      | 73    |       |
| 10. Februar | Georg Zoëga                     | Archäologe, Philologe und dänischer Generalkonsul im Vatikan                             | 53    |       |
| 13. Februar | Thomas Osbert Mordaunt          | britischer Soldat und Gelegenheitspoet                                                   | 79    |       |
| 14. Februar | Heinrich Franz von Rottenhan    | Besitzer der Herrschaft Rothenhaus im böhmischen Teil des Erzgebirges                    | 70    |       |
| 15. Februar | Johann von Soro                 | Träger des Maria-Theresien-Ritterordens und Kommandierender General des Temescher Banats |       |       |
| 19. Februar | Johann Adam Schmidt             | deutscher Chirurg und Augenarzt                                                          | 49    |       |
| 21. Februar | Oliver Phelps                   | US-amerikanischer Politiker                                                              | 59    |       |
| 22. Februar | Johann Ludwig von Cobenzl       | österreichischer Staatsmann                                                              | 55    |       |
| 22. Februar | Johan Fredrik von Nolcken       | schwedischer Diplomat                                                                    | 71    |       |
| 23. Februar | Dirk van der Aa                 | niederländischer Maler                                                                   |       |       |
| 24. Februar | Wilhelm von Gebhardi            | deutscher Architekt                                                                      | 70    |       |
| 25. Februar | John Murray, 4. Earl of Dunmore | britischer Gouverneur                                                                    |       |       |
| 27. Februar | Ernst Friedrich Hector Falcke   | Bürgermeister von Hannover                                                               | 57    |       |
| 27. Februar | French Laurence                 | englischer Politiker                                                                     | 51    |       |

## März
| Tag      | Name                                 | Beruf, bekannt als                                                                                              | Alter | Beleg |
| -------- | ------------------------------------ | --- | ----- | ----- |
| 1. März  | Friedrich Karl                       | Fürst zu Wied, Graf zu Isenburg                                                                                 | 67    |       |
| 1. März  | Gaylord Griswold                     | US-amerikanischer Jurist und Politiker                                                                          | 41    |       |
| 2. März  | Johanna Christiana Starke            | deutsche Schauspielerin                                                                                         | 77    |       |
| 3. März  | Frédéric-Louis Allamand              | Schweizer Arzt und Botaniker                                                                                    | 73    |       |
| 3. März  | Eberhard Gmelin                      | deutscher Arzt                                                                                                  | 57    |       |
| 4. März  | Karl Schwarzl                        | deutscher katholischer Theologe                                                                                 | 63    |       |
| 5. März  | Johann Friedrich Heynatz             | deutscher Gelehrter und Schriftsteller                                                                          | 64    |       |
| 6. März  | Thomas Heyward junior                | US-amerikanischer Jurist, der als Vertreter South Carolinas die Unabhängigkeitserklärung der USA unterzeichnete | 62    |       |
| 7. März  | Johann Georg Albrechtsberger         | österreichischer Musiktheoretiker und Komponist                                                                 | 73    |       |
| 7. März  | Jean-Pierre Blanchard                | französischer Ballonfahrer                                                                                      | 55    |       |
| 7. März  | Marc-Antoine Pellis                  | Schweizer Unternehmer und Politiker                                                                             | 55    |       |
| 8. März  | Konrad Grübel                        | Nürnberger Mundartdichter                                                                                       | 72    |       |
| 9. März  | Emanuel Schultze                     | deutsches Pietist und evangelischer Missionar                                                                   | 69    |       |
| 11. März | Johann Ehrenreich von Dehrmann       | königlich preußischer Generalmajor und zuletzt Kommandeur des Husaren-Regiments Nr. 8                           | 81    |       |
| 12. März | Dominik Oesterreicher                | Hochschullehrer                                                                                                 |       |       |
| 13. März | Ernst Wilhelm Cuhn                   | deutscher Bibliothekar und Historiker                                                                           | 52    |       |
| 15. März | Johann Georg Häser                   | deutscher Violinist und Musikdirektor                                                                           | 79    |       |
| 15. März | Edoardo Tiretta                      | italienischer Architekt und Abenteurer                                                                          | 74    |       |
| 16. März | Johann Georg Nef                     | Schweizer Textilunternehmer                                                                                     | 77    |       |
| 18. März | Karoline Kaulla                      | Hoffaktorin |       |       |
| 18. März | Adrian von Riedl                     | deutscher Topograf und Kartograf                                                                                | 62    |       |
| 20. März | Bartholomäus von Testa               | österreichischer Diplomat und Dolmetscher                                                                       | 85    |       |
| 21. März | Giuseppe Aglio                       | italienischer Kunsthistoriker                                                                                   | 91    |       |
| 22. März | Antoine Morlot                       | französischer General der Infanterie                                                                            | 42    |       |
| 23. März | Thomas Holcroft                      | englischer Schriftsteller und Übersetzer                                                                        | 63    |       |
| 23. März | Ernst Maria von Limburg-Styrum       | deutscher Adliger                                                                                               | 73    |       |
| 24. März | Joseph Palamede de Forbin-Janson     | französischer General im deutschen Exil                                                                         | 82    |       |
| 25. März | Henri-Antoine Jardon                 | französischer Brigadegeneral der Infanterie                                                                     | 41    |       |
| 27. März | Joseph-Marie Vien                    | französischer Maler                                                                                             | 92    |       |
| 31. März | Louis-Léonard Antoine de Colli-Ricci | französischer Divisionsgeneral der Infanterie italienischer Herkunft                                            | 52    |       |
| 31. März | Thomas Smith                         | US-amerikanischer Jurist und Politiker des Bundesstaates Pennsylvania                                           |       |       |

## April
| Tag       | Name                                 | Beruf, bekannt als | Alter | Beleg |
| --------- | ------------------------------------ | --- | ----- | ----- |
| 1. April  | John Haring                          | US-amerikanischer Politiker | 69    |       |
| 1. April  | Karl Ferdinand Schmid                | deutscher Rechtswissenschaftler | 59    |       |
| 4. April  | Philipp Bozzini                      | deutscher Arzt und Erfinder | 35    |       |
| 5. April  | Johann Elias Haid                    | deutscher Maler und Kupferstecher |       |       |
| 12. April | Gottfried Blobel                     | evangelisch-lutherischer Pfarrer in Königsbrück                                                                                             | 50    |       |
| 12. April | Anton Steiger                        | deutscher Schauspieler, Theaterregisseur und Theaterdirektor                                                                                | 53    |       |
| 15. April | Christian Wilhelm von Stangen        | preußischer Generalmajor | 66    |       |
| 16. April | Wassili Jakowlewitsch Tschitschagow  | russischer Admiral und Polarforscher | 83    |       |
| 17. April | Johann Christian Kittel              | deutscher Organist und Komponist |       |       |
| 17. April | Friedrich Stuckenbrock               | deutscher Unternehmer und Kalkbrenner |       |       |
| 19. April | Ignaz Bärenkopf                      | ungarischer katholischer Hochschullehrer, Titularbischof und Autor                                                                          | 67    |       |
| 20. April | Heinrich Peter von Podewils          | preußischer Landrat, Landesdirektor von Vorpommern                                                                                          |       |       |
| 20. April | Joseph Ritter                        | Schweizer Zimmermann und Erbauer von Holzbrücken                                                                                            | 63    |       |
| 21. April | Claude-Marie Hervo                   | französischer Brigadegeneral | 42    |       |
| 22. April | Jean-Baptiste Cervoni                | französischer General | 43    |       |
| 23. April | Theodor von Reding                   | Schweizer Militärperson in spanischen Diensten                                                                                              | 53    |       |
| 24. April | Werner Karl Ludwig Ziegler           | deutscher lutherischer Theologe und Hochschullehrer                                                                                         | 45    |       |
| 26. April | Bernhard Schott                      | deutscher Musiker und Musikverleger | 60    |       |
| 27. April | Friedrich Karl Ferdinand             | Herzog von Braunschweig-Bevern, dänischer Generalfeldmarschall und Oberhaupt der jüngeren welfischen Linie Braunschweig-Wolfenbüttel-Bevern | 80    |       |
| 27. April | Darius Sessions                      | britischer Politiker | 91    |       |
| 28. April | Sünbülzade Vehbi                     | osmanischer Dichter |       |       |
| 29. April | Reinhard Noot                        | Bürgermeister von Elberfeld | 82    |       |
| 29. April | Christian Gottlieb Georg von Zschock | königlich preußischer Generalmajor | 72    |       |

## Mai
| Tag     | Name                                      | Beruf, bekannt als                                                                                             | Alter | Beleg |
| ------- | ----------------------------------------- | --- | ----- | ----- |
| 1. Mai  | François d’Arlandes                       | französischer Ballonfahrer                                                                                     |       |       |
| 1. Mai  | Gottlieb Konrad Pfeffel                   | deutscher Schriftsteller, Kriegswissenschaftler und Pädagoge                                                   | 72    |       |
| 2. Mai  | Heinrich Philipp Konrad Henke             | deutscher lutherischer Theologe und Gelehrter                                                                  | 56    |       |
| 4. Mai  | Martin Anton Seltenhorn                   | bayerischer Kirchenmaler                                                                                       | 67    |       |
| 5. Mai  | Berek Joselewicz                          | jüdischer Oberst der polnischen Armee                                                                          |       |       |
| 6. Mai  | Peter Ernst von Lassaulx                  | deutscher Jurist und Bürgermeister von Koblenz                                                                 | 51    |       |
| 6. Mai  | Franz Karl Leopold von Seckendorf-Aberdar | deutscher Dichter                                                                                              | 33    |       |
| 8. Mai  | Augustin Pajou                            | französischer Bildhauer des Klassizismus                                                                       | 78    |       |
| 8. Mai  | Christian Wolfskeel von Reichenberg       | kaiserlich-österreichischer Feldmarschallleutnant und Träger des Militär-Maria-Theresien-Ordens                |       |       |
| 9. Mai  | Dominicus Gollowitz                       | deutscher Theologe, Benediktiner                                                                               | 47    |       |
| 10. Mai | Karl Ott von Bátorkéz                     | österreichischer Feldmarschallleutnant                                                                         |       |       |
| 12. Mai | Caspar Rudolph Jhering                    | „Advocatus Fisci“, Gründer der „Mühlen-Brand-Societät in Ostfriesland“ sowie ihr erster Direktor               | 69    |       |
| 12. Mai | Friedrich Wilhelm Felix von Schwerin      | preußischer Generalmajor, Kommandeur des Garderegiments (15b), Erbherr auf Wisbuhr und Grabow                  | 69    |       |
| 13. Mai | Valentino Mastrozzi                       | Kardinal | 79    |       |
| 17. Mai | Georg Alois Dietl                         | Theologe, Jesuit und Hochschullehrer                                                                           | 57    |       |
| 17. Mai | Friedrich Hensel                          | österreichischer Offizier                                                                                      | 27    |       |
| 18. Mai | Leopold von Auenbrugger                   | österreichischer Mediziner und Librettist                                                                      | 86    |       |
| 18. Mai | Johann Hermann von Hermannsdorf           | österreichischer Offizier                                                                                      | 27    |       |
| 19. Mai | Hartwig von Schack                        | preußischer Generalmajor und Kommandant von Würzburg                                                           |       |       |
| 21. Mai | Jean Louis Brigitte Espagne               | französischer General der Kavallerie                                                                           | 40    |       |
| 21. Mai | Michele Spirito Giorna                    | italienischer Zoologe und Anatom                                                                               | 67    |       |
| 21. Mai | Friedrich Gisbert Wilhelm von Romberg     | deutscher Offizier und preußischer Generalleutnant                                                             | 79    |       |
| 22. Mai | Karl Friedrich von Schröder               | k.k. Feldmarschall-Lieutenant, zuletzt General-Verpflegungsinspektor und Inhaber des Infanterie-Regiments No.7 |       |       |
| 24. Mai | Antonio Micallef                          | Ordensgeistlicher des Malteserordens                                                                           | 83    |       |
| 29. Mai | Johannes von Müller                       | Schweizer Historiker                                                                                           | 57    |       |
| 29. Mai | Josef Reither                             | österreichischer Kirchenlieddichter und Lyriker                                                                | 59    |       |
| 31. Mai | Joseph Haydn                              | österreichischer Komponist der Wiener Klassik                                                                  |       |       |
| 31. Mai | Jean Lannes                               | französischer General, Marschall von Frankreich                                                                | 40    |       |
| 31. Mai | Ferdinand von Schill                      | preußischer Offizier                                                                                           | 33    |       |
| 31. Mai | Stevan Sinđelić                           | serbischer Freiheitskämpfer und Wojwodenführer                                                                 |       |       |
| Mai     | Johann Peter Heuser                       | Kaufmann |       |       |

## Juni
| Tag      | Name                                                  | Beruf, bekannt als                                      | Alter | Beleg |
| -------- | ----------------------------------------------------- | ------------------------------------------------------- | ----- | ----- |
| 2. Juni  | John Browne, 1. Marquess of Sligo                     | irisch-britischer Peer und Politiker                    | 52    |       |
| 3. Juni  | Johann Anton von Freund                               | königlich preußischer Generalmajor im Ingenieurskorps   |       |       |
| 4. Juni  | Nicolai Abildgaard                                    | dänischer Maler, Bildhauer und Architekt der Neoklassik | 65    |       |
| 4. Juni  | Francis Malbone                                       | US-amerikanischer Politiker                             | 50    |       |
| 4. Juni  | Friedrich Gustav von Petersson                        | Stabsleutnant                                           |       |       |
| 4. Juni  | James Woodhouse                                       | US-amerikanischer Chemiker                              | 38    |       |
| 5. Juni  | Louis-Vincent-Joseph Le Blond, Comte de Saint-Hilaire | französischer Armeeführer                               | 42    |       |
| 6. Juni  | William Fitzhugh                                      | US-amerikanischer Politiker                             | 67    |       |
| 6. Juni  | Friedrich August von Graevenitz                       | preußischer General der Infanterie                      | 79    |       |
| 8. Juni  | Thomas Paine                                          | Schriftsteller und Erfinder                             | 72    |       |
| 9. Juni  | Hans Moritz von Brühl                                 | deutscher Diplomat und Wissenschaftler                  | 72    |       |
| 10. Juni | Angiolo Vestris                                       | italienischer Tänzer und Schauspieler                   | 78    |       |
| 19. Juni | Johann Christian Schröder                             | deutscher Advokat und Ratsherr der Hansestadt Rostock   | 49    |       |
| 21. Juni | Daniel Lambert                                        | englischer schwerster Mann der Welt                     | 39    |       |
| 21. Juni | Philipp Gottfried Schaudt                             | deutscher Schulmeister und Mechanikus                   | 69    |       |
| 22. Juni | Hans Karl von Ecker und Eckhoffen                     | deutscher Jurist und Autor                              | 54    |       |
| 27. Juni | Leopoldine von Sternberg                              | Fürstin von und zu Liechtenstein                        | 75    |       |
| 29. Juni | Anselm Eckart                                         | deutscher Ordenspriester und Missionar                  | 87    |       |

## Juli
| Tag      | Name                                                | Beruf, bekannt als                                                                                           | Alter | Beleg |
| -------- | --------------------------------------------------- | --- | ----- | ----- |
| 1. Juli  | Johann Daniel Karl Bickel                           | deutscher Kirchenlieddichter                                                                                 | 72    |       |
| 1. Juli  | David Friedrich von Braunschweig                    | preußischer Capitain und Landrat                                                                             | 64    |       |
| 3. Juli  | Joseph Quesnel                                      | kanadischer Komponist                                                                                        | 62    |       |
| 6. Juli  | Carl Bechtold                                       | hessischer Generalstabschef                                                                                  | 47    |       |
| 6. Juli  | Joachim Zachris Duncker                             | schwedischer Soldat, zuletzt im Rang eines Oberstleutnants                                                   | 34    |       |
| 6. Juli  | Jean Étienne Benoît Duprat                          | französischer General und Revolutionär                                                                       | 57    |       |
| 6. Juli  | Antoine Charles Louis de Lasalle                    | französischer General                                                                                        | 34    |       |
| 6. Juli  | Joseph Armand von Nordmann                          | französischer Oberst und österreichischer Feldmarschallleutnant                                              | 49    |       |
| 6. Juli  | Benjamin Ogle                                       | US-amerikanischer Politiker                                                                                  | 60    |       |
| 7. Juli  | Konstantin Karl d’Aspre                             | österreichischer General                                                                                     |       |       |
| 8. Juli  | Christian Samuel Barth                              | deutscher Oboenvirtuose und Komponist                                                                        | 74    |       |
| 10. Juli | Ludwig Ferdinand Friedrich von Heising              | königlich preußischer Generalleutnant                                                                        | 71    |       |
| 10. Juli | Johann Conrad Oertli                                | Schweizer Tierarzt, Landammann und Tagsatzungsgesandter                                                      | 72    |       |
| 11. Juli | Wulf Heinrich von Thienen                           | königlich dänischer Landrat                                                                                  | 87    |       |
| 11. Juli | Johann Adam Siegmund von Uttenhofen                 | königlich preußischer Generalmajor                                                                           | 68    |       |
| 14. Juli | George Nikolaus Ritter                              | deutscher Miniaturmaler                                                                                      |       |       |
| 18. Juli | Karl Preuschen                                      | badischer Beamter                                                                                            |       |       |
| 19. Juli | Christoph Lorenz Carame                             | katholischer Geistlicher, Dekan des St. Stephanstiftes Bamberg und Prokanzler der Bamberger Universität      | 71    |       |
| 19. Juli | Andreas Emmerich                                    | hessischer Offizier und Kriegstheoretiker                                                                    |       |       |
| 19. Juli | Johann Heinrich Sternberg                           | deutscher Mediziner                                                                                          | 34    |       |
| 20. Juli | Angelus Dreher                                      | Komponist, Dominikaner                                                                                       | 67    |       |
| 20. Juli | Christoph Mühlenberg                                | deutscher Korporal und Aufständischer gegen die französische Besatzung unter Napoleon                        | 25    |       |
| 22. Juli | Jean Senebier                                       | Schweizer reformierter Pfarrer, Naturforscher und Bibliograph                                                | 67    |       |
| 23. Juli | Justin Bonaventure Morard de Galles                 | französischer Vizeadmiral und Politiker                                                                      | 68    |       |
| 24. Juli | Johann Gottfried Eckard                             | deutscher Pianist und Komponist                                                                              | 74    |       |
| 28. Juli | Nicolas Bernard Guiot de Lacour                     | französischer Divisionsgeneral der Infanterie und Kavallerie                                                 | 38    |       |
| 28. Juli | Ernst Eberhard Cuno Langwerth von Simmern           | Brigadegeneral der King’s German Legion                                                                      | 52    |       |
| 28. Juli | Heinrich von Porbeck                                | badischer Generalmajor und Militärschriftsteller                                                             | 37    |       |
| 29. Juli | Christoph Wilhelm II. von Thürheim                  | Landeshauptmann ob der Enns                                                                                  | 78    |       |
| 29. Juli | Friedrich Wilhelm Alexander von Tschammer und Osten | preußischer Generalmajor, zuletzt Kommandant des Invalidenhauses in Berlin, Aufbau des Militärbildungswesens | 72    |       |
| 30. Juli | Pierre Belon Lapisse                                | französischer Divisionsgeneral der Infanterie                                                                | 46    |       |

## August
| Tag        | Name                                       | Beruf, bekannt als                                                                                     | Alter | Beleg |
| ---------- | ------------------------------------------ | --- | ----- | ----- |
| 5. August  | Emanuel Friedrich Wilhelm Ernst Follenius  | deutscher Schriftsteller                                                                               | 36    |       |
| 5. August  | Adam Sigmund Philipp Semler                | deutscher Jurist                                                                                       | 55    |       |
| 7. August  | Franz Joachim von Reinhardt                | preußischer Offizier, zuletzt königlich-preußischer Generalleutnant                                    |       |       |
| 7. August  | Jonathan Trumbull junior                   | US-amerikanischer Politiker                                                                            | 69    |       |
| 8. August  | Ueda Akinari                               | japanischer Schriftsteller                                                                             | 75    |       |
| 9. August  | Joseph Philipp Vukasović                   | österreich-ungarischer Feldmarschall-Leutnant und Ritter des Maria Theresien-Ordens                    |       |       |
| 10. August | Daniel Gralath der Jüngere                 | deutscher Rechtswissenschaftler und Lokalhistoriker von Danzig                                         | 70    |       |
| 11. August | Hans Joachim Bernet                        | Schweizer Bürgermeister                                                                                | 83    |       |
| 13. August | Marc-Antoine Berdolet                      | französischer katholischer Priester und Bischof von Aachen                                             | 68    |       |
| 14. August | Friedrich von Watzdorf                     | königlich-sächsischer Kammerjunker, Appellationsrat und Hofrichter in Wittenberg                       | 56    |       |
| 17. August | Leopold Lorenz Bartholomäus von Strassoldo | österreichischer Feldmarschall-Lieutenant, Inhaber des Infanterie-Regiments Nr. 27                     | 70    |       |
| 18. August | Matthew Boulton                            | englischer Ingenieur und Unternehmer                                                                   | 80    |       |
| 20. August | Johann Christoph Unzer                     | deutscher Pädagoge, Journalist und Dichter                                                             | 62    |       |
| 21. August | Pascal Joseph de Ferro                     | österreichischer Arzt                                                                                  | 56    |       |
| 22. August | Peter zu Rantzau                           | Königlicher Dänischer Kammerherr, Land- und Regierungsrat in Glückstadt und Klosterpropst von Uetersen |       |       |
| 24. August | Lorenzo Hervás y Panduro                   | spanischer Jesuit                                                                                      | 74    |       |
| 24. August | Michail Fedotowitsch Kamenski              | russischer Feldmarschall                                                                               | 71    |       |
| 25. August | Franz Anton de Paula Gaheis                | österreichischer Pädagoge, Schulreformer und Schriftsteller                                            | 46    |       |
| 30. August | Ignacy Potocki                             | polnischer Publizist, Schriftsteller und Staatsmann                                                    | 59    |       |

## September
| Tag           | Name                                   | Beruf, bekannt als                                                                                           | Alter | Beleg |
| ------------- | -------------------------------------- | --- | ----- | ----- |
| 1. September  | Friedrich August Göttling              | deutscher Chemiker                                                                                           | 56    |       |
| 1. September  | Heinrich Friedrich August von Hadeln   | deutscher Offizier, zuletzt Brigadegeneral                                                                   | 53    |       |
| 2. September  | Karl Ambrosius von Österreich-Este     | Erzbischof von Gran                                                                                          | 23    |       |
| 4. September  | Margarethe Geiger                      | deutsche Malerin, Zeichnerin und Grafikerin                                                                  | 26    |       |
| 4. September  | Jacob Haafner                          | deutsch-niederländischer Reiseschriftsteller                                                                 | 55    |       |
| 4. September  | Johann Friedrich von Rosenfeld         | siebenbürgischer Verwaltungsbeamter                                                                          | 70    |       |
| 5. September  | Heinrich Adolph von Boblick            | königlich-sächsischer General                                                                                | 80    |       |
| 7. September  | Rama I.                                | König von Siam, Begründer der Chakri-Dynastie                                                                | 72    |       |
| 7. September  | Caroline Schelling                     | deutsche Schriftstellerin                                                                                    | 46    |       |
| 9. September  | Thaddäus Bayer                         | österreichischer Mediziner                                                                                   | 71    |       |
| 9. September  | Friedrich Wilhelm August Carl von Bose | kursächsischer Minister, Wirklicher Geheimer Rat und Oberhofmarschall                                        | 56    |       |
| 9. September  | August Ludwig von Schlözer             | deutscher Historiker, Staatsrechtler, Schriftsteller und Publizist                                           | 74    |       |
| 10. September | Johannes Matthias Welter               | deutscher Benediktinerabt                                                                                    | 74    |       |
| 11. September | Peter Florens Weddigen                 | deutscher Publizist                                                                                          | 51    |       |
| 13. September | Philipp Ludwig Bunsen                  | deutscher Regierungsrat und Schriftsteller                                                                   | 49    |       |
| 13. September | Johann Burkhard Geiger                 | deutscher Rechtswissenschaftler und Hochschullehrer                                                          | 66    |       |
| 14. September | Jean Boudet                            | französischer General                                                                                        | 40    |       |
| 14. September | Johannes Karasek                       | Anführer einer Räuberbande                                                                                   | 45    |       |
| 15. September | Maria Karoline Herder                  | Ehefrau von Johann Gottfried Herder                                                                          | 59    |       |
| 16. September | George Clinton junior                  | US-amerikanischer Politiker                                                                                  | 38    |       |
| 16. September | Friedrich Wilhelm Felgentreu           | preußischer Offizier                                                                                         | 23    |       |
| 18. September | Gottfried Christoph Beireis            | deutscher Arzt und Chemiker                                                                                  | 79    |       |
| 18. September | Johann Nepomuk Holzhey                 | deutscher Orgelbauer                                                                                         | 68    |       |
| 19. September | Heinrich Bettkober                     | deutscher Bildhauer                                                                                          | 63    |       |
| 19. September | Ernst Friedrich von Troschke           | preußischer Offizier, zuletzt Generalmajor                                                                   | 67    |       |
| 20. September | Simon Kramer                           | Kärntner Räuber; gilt als „Robin Hood von Kärnten“                                                           | 24    |       |
| 21. September | Alexander Reinagle                     | US-amerikanischer Komponist                                                                                  |       |       |
| 22. September | Friedrich Wilhelm von Steinwehr        | preußischer Generalleutnant                                                                                  | 76    |       |
| 23. September | Georg Ernst Sigismund Hennig           | deutscher evangelischer Theologe                                                                             | 60    |       |
| 24. September | Johann Sebastian von Clais             | deutsch-schweizerischer Uhrmacher, Erfinder, Unternehmer, Hofrat, Salinenoberkommissar und Bergwerksdirektor | 67    |       |
| 24. September | August Ludwig Hülsen                   | deutscher Philosoph der Frühromantik                                                                         | 44    |       |
| 29. September | Claude-François Achard                 | französischer Bibliothekar und Provenzalist                                                                  | 58    |       |
| 29. September | Alexander Wilhelm von Arnim            | preußischer Generalleutnant; Erbherr von Fredenwalde                                                         | 70    |       |
| 29. September | Charles François Dupuis                | französischer Gelehrter                                                                                      | 66    |       |

## Oktober
| Tag         | Name                                                  | Beruf, bekannt als                                                                | Alter | Beleg |
| ----------- | ----------------------------------------------------- | --------------------------------------------------------------------------------- | ----- | ----- |
| 1. Oktober  | Maria Anna von Österreich                             | Erzherzogin von Österreich, Äbtissin                                              | 39    |       |
| 2. Oktober  | Friedrich Conrad Wolff von und zu Todenwarth          | Hessen-Kasseler Offizier                                                          | 74    |       |
| 4. Oktober  | Phineas Bruce                                         | US-amerikanischer Politiker                                                       | 47    |       |
| 4. Oktober  | Karl Theodor Gutjahr                                  | deutscher Jurist, Schriftsteller und Hochschullehrer                              | 36    |       |
| 6. Oktober  | Wilhelm Dietrich von Manstein                         | preußischer Generalmajor                                                          | 68    |       |
| 7. Oktober  | Heinrich Ludwig von Hessen                            | königlich preußischer Generalmajor und Kommandeur des Infanterie-Regiments Nr. 54 | 73    |       |
| 7. Oktober  | Heinrich Wilhelm Hölterhoff                           | Bürgermeister in Elberfeld                                                        | 71    |       |
| 8. Oktober  | Jakob Philipp Santer                                  | österreichischer Bildhauer und Architekt                                          | 53    |       |
| 9. Oktober  | Johann Baptist Oberascher                             | Salzburger Glocken- und Kanonengießer                                             | 72    |       |
| 10. Oktober | Johann Nikolaus Sibeth                                | Jurist und zeitweilig Ratsherr der Hansestadt Lübeck                              | 75    |       |
| 11. Oktober | Meriwether Lewis                                      | US-amerikanischer Soldat und Entdecker, Mitglied der Lewis-und-Clark-Expedition   | 35    |       |
| 13. Oktober | Ludwig Franz Philipp Christian von Kleist             | preußischer Oberst und Träger des Ordens Pour le Mérite                           | 61    |       |
| 16. Oktober | Joseph Stapf                                          | österreichischer Mathematiker                                                     | 47    |       |
| 16. Oktober | Friedrich Stapß                                       | deutscher Attentäter                                                              | 17    |       |
| 19. Oktober | Johann Kasimir von Auer                               | preußischer Generalmajor                                                          | 72    |       |
| 20. Oktober | Alexander Ball                                        | britischer Admiral und Zivilkommissar von Malta                                   |       |       |
| 21. Oktober | Ernst Wolfgang Behrisch                               | deutscher Hofmeister und Jugendfreund Goethes                                     |       |       |
| 24. Oktober | Joseph Aloys Schmittbaur                              | deutscher Komponist, Kapellmeister und Instrumentenbauer der Vorklassik           | 90    |       |
| 25. Oktober | Friedrich Ludwig Sigismund Balckow                    | preußischer Kriegs- und Domänenrat                                                |       |       |
| 26. Oktober | Johann Friedrich Preschel                             | deutscher Unternehmer und Kaufmann                                                |       |       |
| 28. Oktober | Evan Shelby Alexander                                 | US-amerikanischer Politiker                                                       |       |       |
| 30. Oktober | Johann Melchior Birkenstock                           | österreichischer Politiker                                                        | 71    |       |
| 30. Oktober | William Henry Cavendish-Bentinck, 3. Duke of Portland | britischer Politiker und Premierminister                                          | 71    |       |
| Oktober     | James White                                           | US-amerikanischer Politiker                                                       | 60    |       |

## November
| Tag          | Name                              | Beruf, bekannt als | Alter | Beleg |
| ------------ | --------------------------------- | --- | ----- | ----- |
| 2. November  | Vital Mösl                        | österreichischer Philosoph und Benediktiner                                                                                                  | 73    |       |
| 4. November  | Jakob Friedrich Rönnberg          | deutscher Philosoph und Rechtswissenschaftler und ordentlicher Professor für Moral, später Natur- und Völkerrecht an der Universität Rostock | 71    |       |
| 4. November  | Joseph Ludwig von Schreibers      | österreichischer Arzt | 73    |       |
| 4. November  | Samuel White                      | US-amerikanischer Politiker | 38    |       |
| 6. November  | Adolph Gottlieb Friedrich         | deutscher Lichtgießer und Seifensieder | 79    |       |
| 9. November  | Paul Sandby                       | englischer Maler |       |       |
| 15. November | Ulrich Lebrecht von Heyking       | königlich-preußischer Generalmajor | 64    |       |
| 18. November | David Wilhelm Warnekros           | deutscher Rechtsgelehrter und Konsistorialdirektor                                                                                           | 66    |       |
| 19. November | Andreas Bacsinsky                 | griechisch-katholischer Bischof |       |       |
| 19. November | Albrecht David Gabriel von Gross  | Schweizer Offizier und Militärschriftsteller                                                                                                 |       |       |
| 20. November | Karl Friedrich von Dacheröden     | deutscher Jurist | 77    |       |
| 21. November | Peter Thalguter                   | Algunder Freiheitskämpfer | 33    |       |
| 23. November | Karl von Esebeck                  | preußischer Generalmajor | 64    |       |
| 23. November | Jacob Joseph Winterl              | österreichischer Chemiker | 77    |       |
| 25. November | Benjamin Bathurst                 | britischer Diplomat | 25    |       |
| 25. November | Johann George von Schütz          | preußischer Beamter | 76    |       |
| 26. November | Nicolas Dalayrac                  | französischer Komponist | 56    |       |
| 27. November | Joseph Cerrini de Monte Varchi    | österreichischer Feldmarschalleutnant |       |       |
| 28. November | Emmanuel Crétet                   | französischer Finanzier und Politiker | 62    |       |
| 28. November | Gottfried Albrecht Germann        | Botaniker | 35    |       |
| 28. November | Heinrich Jakob Laspeyres          | deutscher Kommunaljurist und Entomologe | 40    |       |
| 28. November | Johann Christoph Leopold Reinhold | deutscher Mediziner, Physiker und Hochschullehrer                                                                                            | ≈40   |       |
| 29. November | William Greene                    | US-amerikanischer Politiker | 78    |       |
| 30. November | Friedrich von Kall                | preußischer Generalmajor | 67    |       |

## Dezember
| Tag          | Name                                   | Beruf, bekannt als                                                                                  | Alter | Beleg |
| ------------ | -------------------------------------- | --------------------------------------------------------------------------------------------------- | ----- | ----- |
| 1. Dezember  | Carl Friedrich Wilhelm von Korckwitz   | preußischer Rittmeister und Landrat                                                                 | 71    |       |
| 2. Dezember  | John Walker                            | US-amerikanischer Politiker                                                                         | 65    |       |
| 3. Dezember  | Heinrich Moritz von Berlepsch          | Komtur der Deutschordensballei Thüringen (1795–1809)                                                | 73    |       |
| 4. Dezember  | Ludwig Wilhelm August von Gerlach      | preußischer Jurist, Präsident des Oberlandesgerichts Köslin                                         | 58    |       |
| 8. Dezember  | Franz Moritz Bachmann                  | deutscher Jurist und Rektor der alten Universität Erfurt                                            | 61    |       |
| 8. Dezember  | Christian Gottlieb Gmelin              | deutscher Apotheker                                                                                 | 60    |       |
| 9. Dezember  | Johann Wilhelm von Hompesch zu Bolheim | deutscher Finanzminister                                                                            | 48    |       |
| 10. Dezember | Karl Wolfgang Maximilian von Welck     | Kreisamtmann von Meißen und kurfürstlich sächsischer Hofrat                                         | 66    |       |
| 13. Dezember | Thomas Sprigg                          | US-amerikanischer Politiker                                                                         |       |       |
| 14. Dezember | Vincent Coulin                         | Genfer Goldschmied                                                                                  | 74    |       |
| 14. Dezember | Hans Ludwig Müller                     | Schweizer Unternehmer                                                                               | 85    |       |
| 15. Dezember | Wilhelm von Metzen                     | bayerischer Oberst, Kommandeur des Max-Joseph-Ordens                                                | 43    |       |
| 16. Dezember | Antoine François de Fourcroy           | französischer Arzt, Chemiker und Politiker                                                          | 54    |       |
| 16. Dezember | Siegfried von Kospoth                  | österreichischer Offizier, General der Kavallerie                                                   |       |       |
| 16. Dezember | Friedrich David Lenz                   | deutschbaltischer Geistlicher und erster Lektor für Estnisch und Finnisch an der Universität Dorpat | 64    |       |
| 17. Dezember | Johann Nikolaus Becker                 | deutscher Schriftsteller und Friedensrichter                                                        | 36    |       |
| 21. Dezember | Tiberius Cavallo                       | italienischer Physiker und Naturphilosoph                                                           | 60    |       |
| 22. Dezember | William Cooper                         | US-amerikanischer Jurist und Politiker                                                              | 55    |       |
| 26. Dezember | Alexander Michailowitsch Belosselski   | russischer Diplomat und Aufklärer                                                                   |       |       |
| 27. Dezember | Marianna Franziska von Hornstein       | Fürstäbtissin                                                                                       | 86    |       |
| 29. Dezember | Stanisław Małachowski                  | polnischer Abgeordneter und Staatsmann                                                              | 73    |       |
| 31. Dezember | Franz Ignaz Beck                       | deutscher Komponist der Klassik                                                                     | 75    |       |

## Datum unbekannt
| Tag | Name                                        | Beruf, bekannt als                                                                        | Alter | Beleg |
| --- | ------------------------------------------- | ----------------------------------------------------------------------------------------- | ----- | ----- |
|     | Ahmad ibn 'Adschiba                         | marokkanischer Sufi, Dichter und Gelehrter                                                |       |       |
|     | Carl August Andrée                          | deutscher Zahnchirurg                                                                     |       |       |
|     | Balthasar Beckel                            | Schweizer Bildhauer                                                                       |       |       |
|     | Dugazon                                     | französischer Schauspieler                                                                |       |       |
|     | Jakob Fischer                               | Stahlwarenfabrikant                                                                       |       |       |
|     | Charles Claude Flahaut de La Billarderie    | französischer Militär, Politiker, Direktor der königlichen Baudirektion unter Ludwig XVI. |       |       |
|     | Samuel Anton Frank                          | Schweizer Ebenist                                                                         |       |       |
|     | Samuel Rudolf Frisching                     | Offizier                                                                                  |       |       |
|     | Benedikt Balthasar Herrlein                 | katholischer Priester und Dichter                                                         |       |       |
|     | William Henry Hill                          | US-amerikanischer Politiker                                                               |       |       |
|     | Clas Fredrik Hornstedt                      | schwedischer Mediziner und Naturforscher                                                  |       |       |
|     | Johann Adam Christoph Kölle                 | Hofgerichtsassessor, Bürgermeister von Tübingen und Königlicher Obertribunalrat           | 64    |       |
|     | Joachim Friedrich Ernst von der Lühe        | deutscher Jurist, Hauptmann und Erzieher                                                  |       |       |
|     | François Ignace Mangin                      | französischer Architekt                                                                   |       |       |
|     | John Meares                                 | englischer Seefahrer, Navigator und Entdecker                                             |       |       |
|     | Poul Poulsen Nolsøe                         | Nationalheld der Färöer                                                                   |       |       |
|     | Johann Friedrich Karl Maximilian von Ostein | deutscher Adeliger                                                                        |       |       |
|     | Carl Gottlieb Richter                       | deutscher Pianist, Organist und Komponist                                                 | ≈81   |       |
|     | Caroline von Uechtritz                      | deutsche Adelige                                                                          |       |       |